# Eddie Edwards (musicien)
Pour les articles homonymes, voir Edwards et Eddie Edwards.
Edwin Banford Edwards, dit Eddie Ewards ou parfois Daddy Edwards, est un tromboniste de jazz américain, né le 22 mai 1891 à La Nouvelle-Orléans et mort le 9 avril 1963 à New York, et l'un des fondateurs de l'Original Dixieland Jazz Band.

## Biographie
Eddie Edwards a gagné sa place dans l'histoire du jazz pour avoir été le tromboniste de l'Original Dixieland Jazz Band, premier groupe de jazz à avoir enregistré un disque en 1917. Après la dissolution de l'ODJB en 1925, Eddie Ewards s'est produit dans de nombreuses petites formations de dixieland et, dans les années 1940, comme musicien de la troupe de la danseuse Katherine Dunham.
Il est l'auteur de plusieurs standards de jazz dont Tiger Rag (en) (1917).